# Gicicatus
Gicicatus war ein antiker römischer Toreut (Metallbildner), der in der zweiten Hälfte des 1. Jahrhunderts wahrscheinlich in Italien tätig war.
Gicicatus ist heute nur noch aufgrund von zwei Signaturstempeln auf Bronzekasserollen bekannt, die beide in einem Grab in Vellinge in Dänemark gefunden wurden. Bei den Stücken handelt es sich um:
1. Bronzekasserolle, gefunden in einem Grab in Vellinge, Dänemark; heute im Dänischen Nationalmuseum.[1]
2. Bronzekasserolle, gefunden in einem Grab in Vellinge, Dänemark; heute im Dänischen Nationalmuseum.[2]

## Einzelbelege
1. ↑  Inventarnummer IC 47 C.128; Richard Petrovszky: Studien zu römischen Bronzegefäßen mit Meisterstempeln. Leidorf, Buch am Erlbach 1993, S. 262, Nr. G.03.01; CIL 13, 10036,52a.
2. ↑  Inventarnummer IC 47 C.129; Richard Petrovszky: Studien zu römischen Bronzegefäßen mit Meisterstempeln. Leidorf, Buch am Erlbach 1993, S. 262, Nr. G.03.02; CIL 13, 10036,52b.

| Personendaten    | Personendaten                              |
| ---------------- | ------------------------------------------ |
| NAME             | Gicicatus                                  |
| KURZBESCHREIBUNG | antiker römischer Toreut                   |
| GEBURTSDATUM     | 1. Jahrhundert v. Chr. oder 1. Jahrhundert |
| STERBEDATUM      | 1. Jahrhundert oder 2. Jahrhundert         |